# Стар пазар (Потсдам)
Старият пазар (на немски: Alter Markt) е централен (в миналото пазарен) площад в Стария град на Потсдам, Германия.
Представлява историческото ядро на града. Някогашната му функция като пазарен площад, дворцов площад, църковен площад и площад на кметството е уникална. Обграден е от църквата „Св. Николай“ на север, Старото кметство и палата „Барберини“ на изток, Градския дворец на юг. Западната част (2020 г.) се реконструира по исторически образец, след като е била разрушена по време на Втората световна война.
С изключение на църквата „Св. Николай“, Старият пазар в общи линии е създаден по градоустройствена идея на краля на Прусия Фридрих Велики и неговите архитекти от втората половина на XVIII век въз основа на образци от чужбина, главно от Италия и Франция.
За разлика от „Новия пазар“, Старият пазар е силно засегнат или напълно разрушен през Нощната бомбардировка на Потсдам през 1945 година. Възстановява се от 1990 г. насам в оригиналния му вид и трябва да е завършен до 2030 г.
- Градският дворец, днес седалище на ландтага на Бранденбург
- Църквата „Св. Николай“, 2018 г.
- Мраморен обелиск, 2018 г.
- Старото кметство със статуя на Атлас и прилепната до него – Къщата на Кнобелсдорф, 2013 г.
- Палат „Барберини“, днес музей Барберини, 2017 г.
- Къщата на Ноак, 2017 г.
- Палацо Помпей, 2017 г.